# 也立安敦
也立安敦，《新元史》作阿勒可敦，追封高昌公主，是大蒙古国建立者成吉思汗的女儿，生母不详。
1209年，高昌回鹘亦都护（意为“幸福之主”）巴而术阿而忒的斤脱离宗主国中亚西辽的统治，转而向成吉思汗示好，进献金银珠宝，并协助蒙古人追击蔑儿乞部之敌。约1211年，成吉思汗对巴而术“待以子道，列诸第五”，把他列为“第五子”，并将也立安敦许配与他。此后数年，巴而术率18,000士兵，充作蒙古主力军队的辅助部队，参与诸多战役，1218年，他亲自率领畏兀儿士兵，配合蒙古将领哲别征讨西辽皇帝屈出律；1219年至1225年蒙古入侵花剌子模王朝，他又率畏兀儿士兵与成吉思汗的大军会合，参与围攻讹答剌、塔里寒、你沙不儿。1226年至1227年蒙古征服西夏，巴而术亦率畏兀儿士兵参与。
波斯史料如13世纪历史学家阿塔·蔑里克·志费尼所著《世界征服者史》、14世纪历史学家拉施德丁所著《史集》称，巴而术与也立安敦订婚，但成吉思汗驾崩前未成婚。拉施德丁所著《五族谱》称，巴而术因家中妻子坚决反对，故而推迟与也立安敦的婚事。志费尼与拉施德丁又言，也立安敦在窝阔台在位时前往与巴而术成婚途中死去。窝阔台又将阿剌真别吉与巴而术为妻，但在把阿剌真送给巴而术之前，巴而术已不在人世，阿剌真遂由巴而术之子暨继任者怯石迈因收继。
也立安敦的继子怯石迈因承袭亦都护后不久便死去。监国的脱列哥那亲自挑选其弟萨仑的斤承袭亦都护，萨仑的斤对脱列哥那与其子贵由极为忠诚。拖雷系政变后，萨仑的斤仍忠于窝阔台系，最终被其弟玉古伦赤的斤捕获、严刑逼供并处死，玉古伦赤的斤接替兄长成为亦都护。

### 引用
1. ↑  《元文類》卷26虞集髙昌王世勋碑：“是時，巴而术阿而忒的斤亦都護在位。亦都護者，其國主號也。知天命之有歸，舉國入朝。太祖嘉之，妻以公主，曰也立安敦，待以子道，列諸第五。與者必那演征罕勉力、鎻潭、回回等國，將部曲萬人，以先启行。紀律嚴明，所向克捷。又從太祖征你沙不里，征河西，皆有大功。薨。次子玉古倫赤的斤嗣爲亦都護。”
2. ↑  . 中國哲學書電子計劃.   [2025-02-27].
3. ↑  《元史》卷109諸公主表：“高昌公主位：太祖女，適亦都護巴而述阿兒忒的斤。”
4. ↑  王红梅 2009，第7–8頁.
5. ↑  Allsen 1983，第246–247頁; Broadbridge 2022，第345頁; Zhao 2008，第209–210頁; 王红梅 2009，第7–8頁.
6. ↑  Broadbridge 2018，第191頁; Broadbridge 2022，第345頁; Dunnell 2023，第33–34頁; 王红梅 2009，第7–8頁.
7. ↑  Broadbridge 2022，第346頁; 王红梅 2009，第7–8頁.
8. ↑  Broadbridge 2018，第119–120頁; 王红梅 2009，第7-8頁.
9. ↑  Juvaini 1958，第47-48頁; al-Din 1998，第69-70頁; 王红梅 2009，第7-8頁.
10. ↑  Allsen 1983，第250頁; Broadbridge 2018，第190–191頁; 王红梅 2009，第7-8頁.
11. ↑  Allsen 1983，第250–251頁; Broadbridge 2018，第221–222頁; 王红梅 2009，第7-8頁.

### 史料
- al-Din, Rashid,   [Compendium of Chronicles] 2, 由Thackston, W. M.翻译, Cambridge: Harvard University Press, 1998 （阿拉伯文及波斯文）
- Juvaini, Ata-Malik,   [History of the World Conqueror] 1, 由Andrew Boyle, John翻译, 1958 （波斯文）

### 书目
- Allsen, Thomas T., , Rossabi, Morris  (编), , Berkeley: University of California Press: 243–280, 1983, ISBN 978-0-5200-4562-0
- Atwood, Christopher P., , New York: Facts on File, 2004  [2025-01-17], ISBN 978-0-8160-4671-3, （原始内容存档于2023-07-19）
- Broadbridge, Anne F., , Cambridge Studies in Islamic Civilization, Great Barrington: Cambridge University Press, 2018, ISBN 978-1-1086-3662-9
- Broadbridge, Anne F., , May, Timothy; Hope, Michael  (编), , Abingdon: Routledge: 341–350, 2022, ISBN 978-1-3151-6517-2
- Dunnell, Ruth W., , Biran, Michal; Kim, Hodong  (编), , Cambridge: Cambridge University Press: 19–106, 2023, ISBN 978-1-3163-3742-4
- May, Timothy, , Edinburgh: Edinburgh University Press, 2018  [2025-01-17], ISBN 978-0-7486-4237-3, JSTOR 10.3366/j.ctv1kz4g68, （原始内容存档于2023-04-24）
- Ratchnevsky, Paul, , 由Thomas Haining翻译, Oxford: Blackwell Publishing, 1991, ISBN 978-0-6311-6785-3
- Zhao, George Q., , New York: Peter Lang, 2008, ISBN 978-1-4331-0275-2
- 王红梅, , 兰州学刊: 2009年第6期总第189期, 2009年: 7–12